# Divisione No. 9 (Alberta)
La Divisione No. 9 è una divisione censuaria dell'Alberta, Canada di 20.351 abitanti, che ha come centro maggiore Rocky Mountain House.

## Comunità
- Town
  - Rocky Mountain House
- Villaggi
  - Caroline
- Villaggi estivi
  - Burnstick Lake
- Frazioni
  - Ferrier
  - Leslieville
  - Nordegg
- Distretti Municipali
  - Contea di Clearwater
- Riserve
  - Big Horn 144A
  - O'Chiese 203
  - Sunchild 202